# Крейе
Крейе (Crange, Crenge, Crenye, Creye, Krem-Ye, Kreye, Tage, Taze) — мёртвый индейский язык, относящийся к семье же языковой макро-семьи макро-же, на котором раньше говорили в штатах Мараньян и Пара в Бразилии. Крейе также считается одним из диалектов диалектного континуума языка тимбира.